# اورتالسا
اورتالسا (به اسپانیایی: Hortaleza) یک منطقهٔ مسکونی و یکی از نواحی ۲۱ گانهٔ شهر مادرید در اسپانیا است. اورتالسا ۲۷٫۴ کیلومتر مربع مساحت و ۲۰۰/۰۰۰ نفر جمعیت دارد.